# Jacques-Louis Soret
Jacques-Louis Soret (n. 30 iunie 1827, Geneva, Geneva, Elveția – d. 13 mai 1890, Geneva, Geneva, Elveția) a fost un chimist elvețian care –  alături de Marc Delafontaine – a observat spectroscopic (în 1878) pentru prima oară holmiul.   Independent, Per Teodor Cleve a separat chimic acest element de tuliu și erbiu în 1879.   Cei trei sunt creditați ca descoperitori ai elementului. 
Soret a fost – de asemenea – cel care a determinat corect compoziția chimică a ozonului, ca o asociere de trei atomi de oxigen legați împreună.  
Picul Soret – o bandă puternică de absorbție a hemoglobinei – este denumit în onoarea sa.